# Óscar Pereiro
Óscar Pereiro Sío (Mos, Pontevedra, 3 de agosto de 1977) es un exciclista español, profesional entre 2000 y 2010, cuyo mayor éxito fue la victoria en el Tour de Francia 2006. No era especialista en ningún terreno, pero sí combativo y sabía aprovechar las escapadas. Desde su retirada es comentarista de ciclismo en la COPE, participa en El chiringuito de Jugones y ha competido en fútbol y rallyes.

## Biografía

### Phonak (2002-2005)

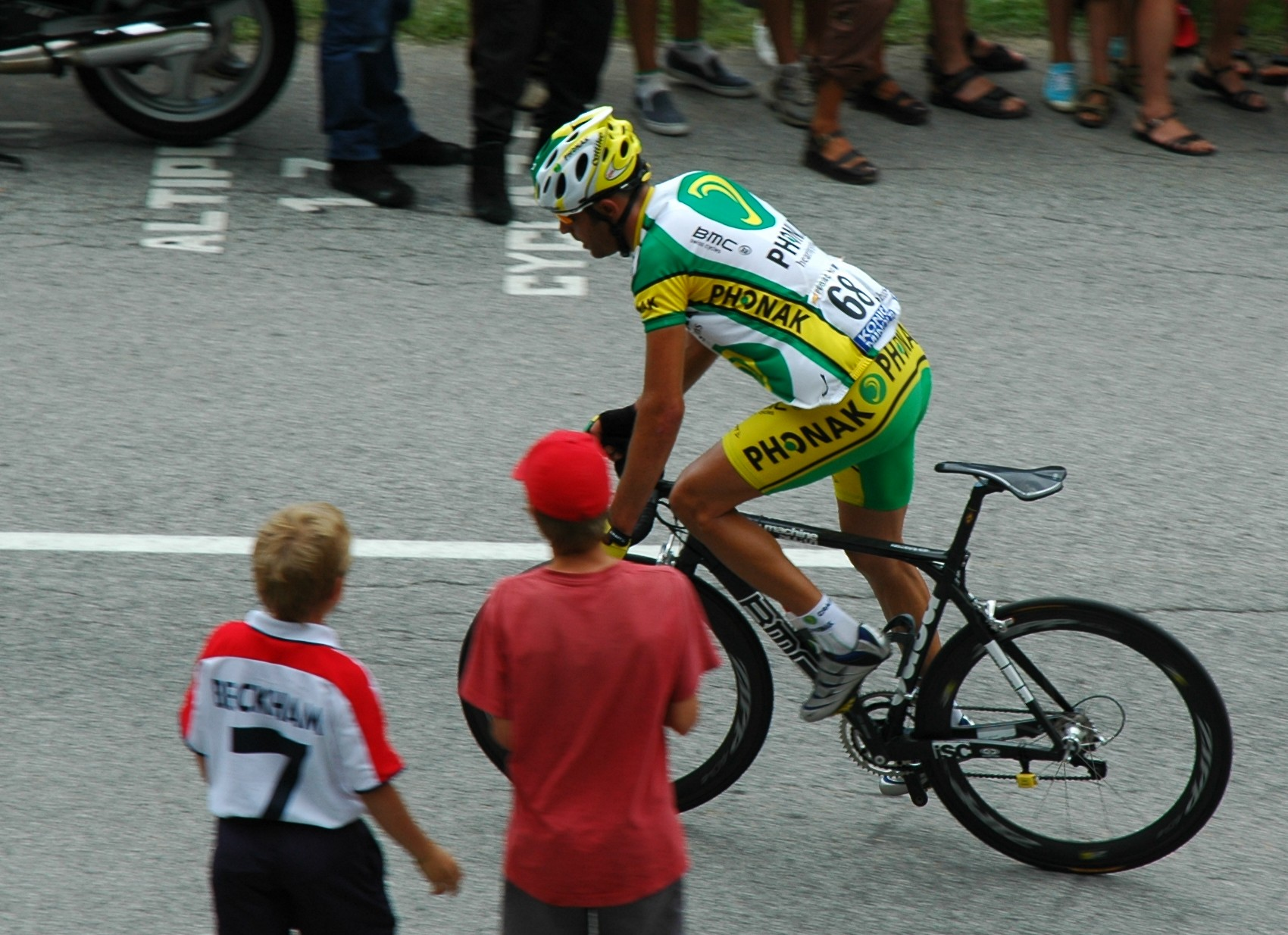
Pereiro durante la décima etapa del Tour 2005

Debutó como profesional en el año 2000 con el modesto equipo portugués Porta da Ravessa. Dos años más tarde el también gallego Álvaro Pino lo fichó para el equipo suizo que dirigía, el Phonak. Logró terminar 11.º en el Giro de Italia y 10.º dos veces consecutivas en el Tour de Francia (2004 y 2005), ganando una etapa en la edición de 2005, a la que sumó el premio a la combatividad.

### Caisse d'Epargne (2006-2009)

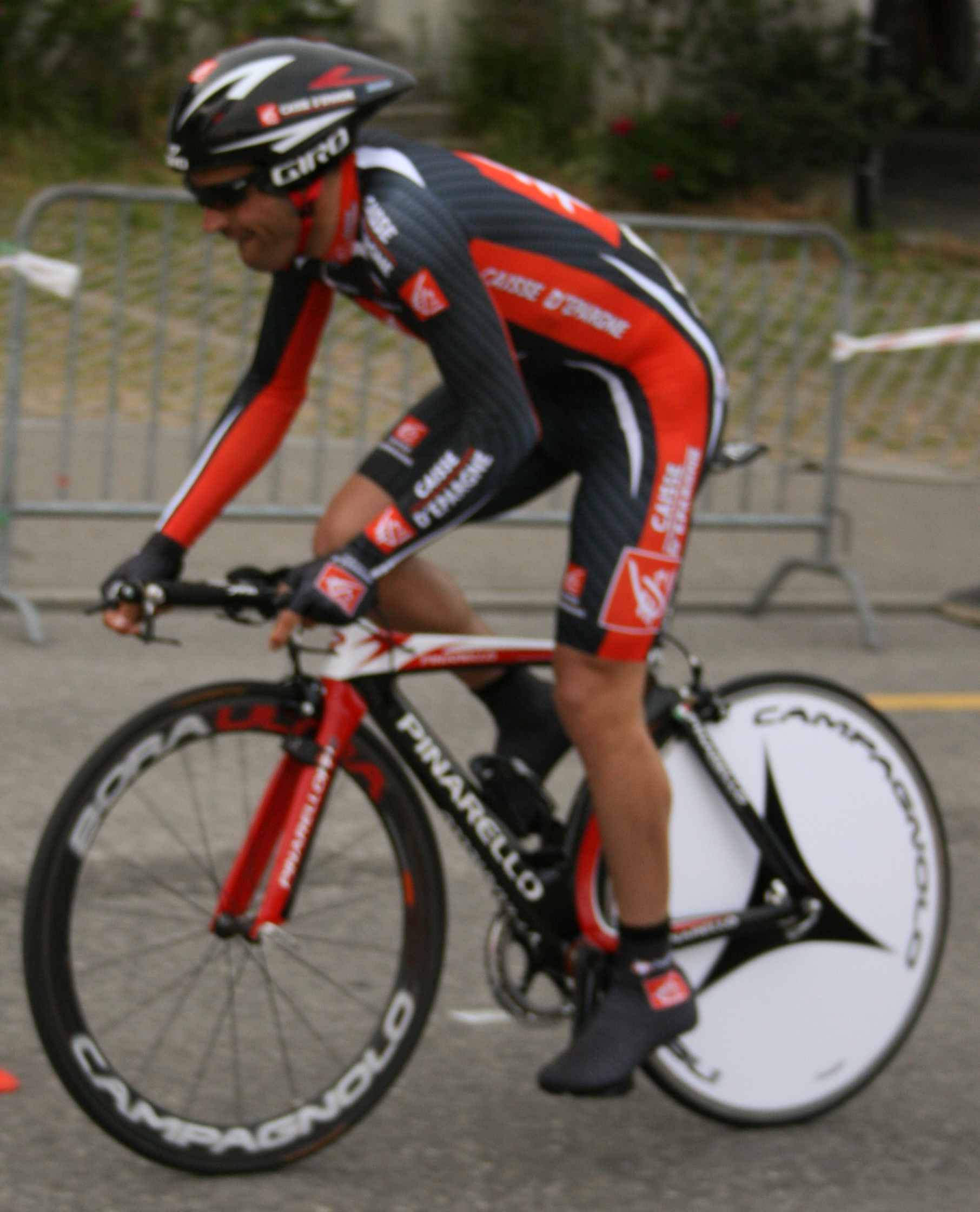
Pereiro durante una contrarreloj en Tour de Romandía 2007

En la temporada 2006 pasó al equipo Caisse d'Epargne-Illes Balears, dirigido por José Miguel Echavarri y Eusebio Unzué. La de 2006 fue su mejor temporada, ya que alcanzó el triunfo en el Tour de Francia, después de que se confirmara el positivo por testosterona del primer clasificado, el corredor estadounidense Floyd Landis. La dirección del Tour le declaró oficialmente vencedor el 20 de septiembre de 2007, cuando el tribunal de arbitraje estadounidense declaró culpable a Landis, y le entregó el maillot amarillo en una ceremonia en Madrid el 15 de octubre siguiente.
El 20 de julio de 2008, durante la disputa de la 15.ª etapa del Tour de Francia 2008, en el descenso de Col de Agnelo, cayó por un terraplén al superar la barrera protectora de la carretera. Como consecuencia de la caída, sufrió una luxación y fractura del húmero izquierdo, que le obligó a retirarse de la carrera.
En el Tour de Francia 2009 abandonó en la 8.ª etapa alegando que "seguir en esas condiciones era inútil". Pereiro comentó que no se encontraba bien desde la primera etapa, disputada en Mónaco.

### Astana (2010)

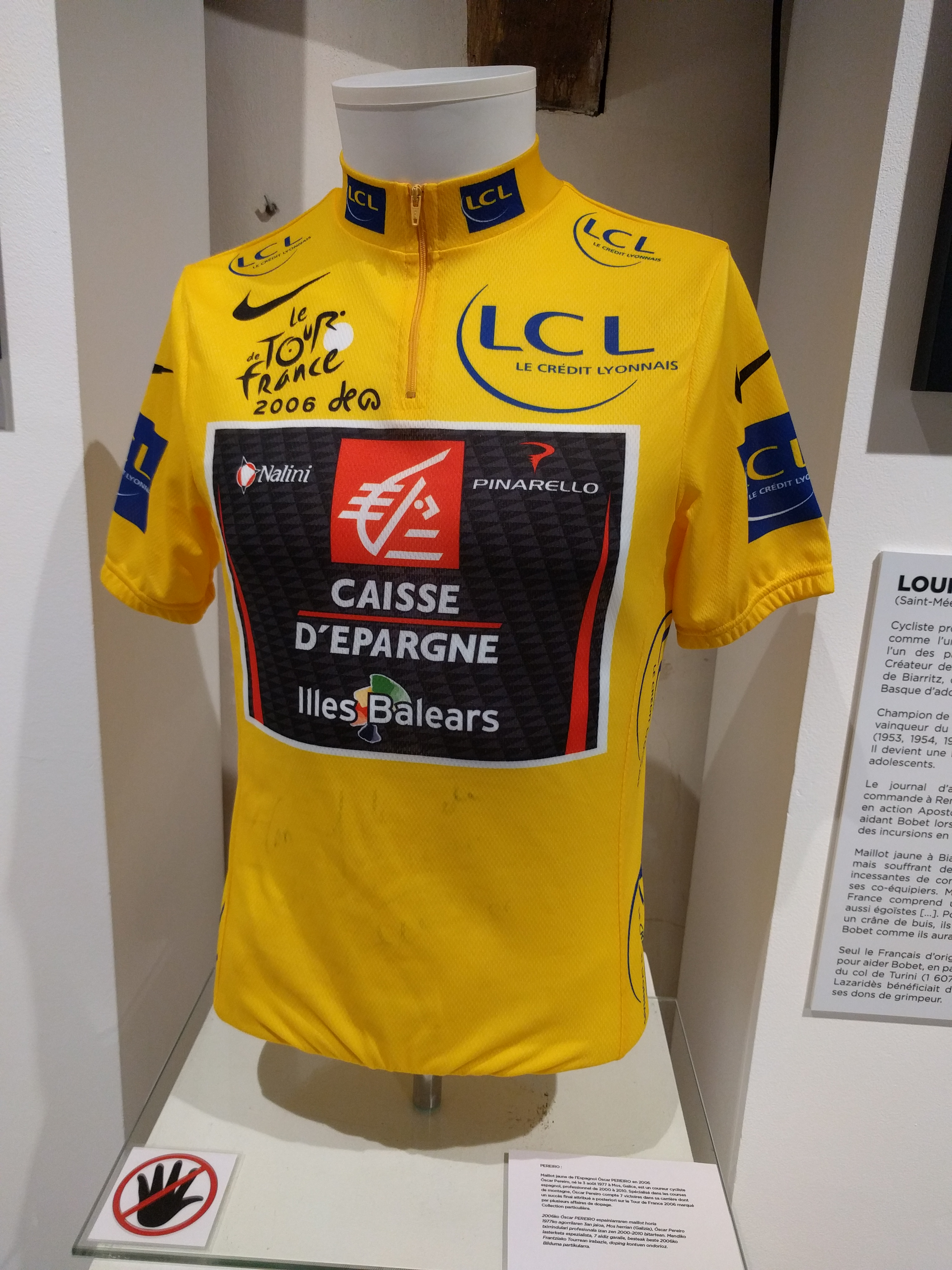
Maillot Amarillo de Pereiro del Tour de Francia 2006.

Al final de la temporada 2009, Óscar Pereiro anunció que estaba pensando retirarse del ciclismo profesional y denunciar al equipo Astana. En rueda de prensa tras mostrar el contrato que había firmado con Astana dijo que este mismo equipo se negaba a cumplir el contrato. Finalmente Pereiro llegó a un acuerdo con el equipo Astaná y corrió en él su última temporada, en la que coincidió con Alberto Contador. En septiembre de 2010 anunció su retirada del ciclismo.

### Polémicas
El 18 de enero de 2007 el diario francés Le Monde publicó que Pereiro dio positivo en las etapas 14.ª y 16.ª del Tour de Francia 2006 por salbutamol, un medicamento contra los síntomas del asma que un ciclista solo puede consumir con autorización médica. La agencia antidopaje francesa consideró en un primer momento que la justificación presentada por  Pereiro era insuficiente, pero el 25 de enero aceptó las aclaraciones de Pereiro y cerró la investigación.
En 2011, Floyd Landis dijo en una entrevista que había visto de primera mano doparse a Pereiro (corrieron juntos una temporada, la de 2005). También comentó en esa entrevista que antes de la última contrarreloj Pereiro le había dicho que iba a hacerse una autotransfusión y a inyectarse hemoglobina artificial.
En enero de 2014, confesó en la radio que en la 15.ª etapa del Tour de Francia 2005 no disputó la victoria a George Hincapie tras negociar un precio con el ciclista estadounidense, aunque según su versión, en un primer momento Pereiro pensó que Hincapie le estaba ofreciendo el trato al revés: pidiéndole dinero al ciclista gallego para dejarle la victoria en la etapa más importante del Tour de ese año. En sus explicaciones, Pereiro también cuenta como, dado este error de interpretación, se colocó bien el maillot y las gafas antes de llegar a meta. En las imágenes de la etapa no se aprecia que hubiera hecho nada de lo que describe, como tampoco parece que estuviese corriendo sabiéndose ganador de la etapa, aunque sí se ve cómo tiene una breve conversación con Hincapie a falta de unos kilómetros para el final. La compra de etapas está prohibida por la UCI, pero prescribe a los ocho años, plazo que ya se había cumplido en el momento de la confesión.

### Tras su retirada

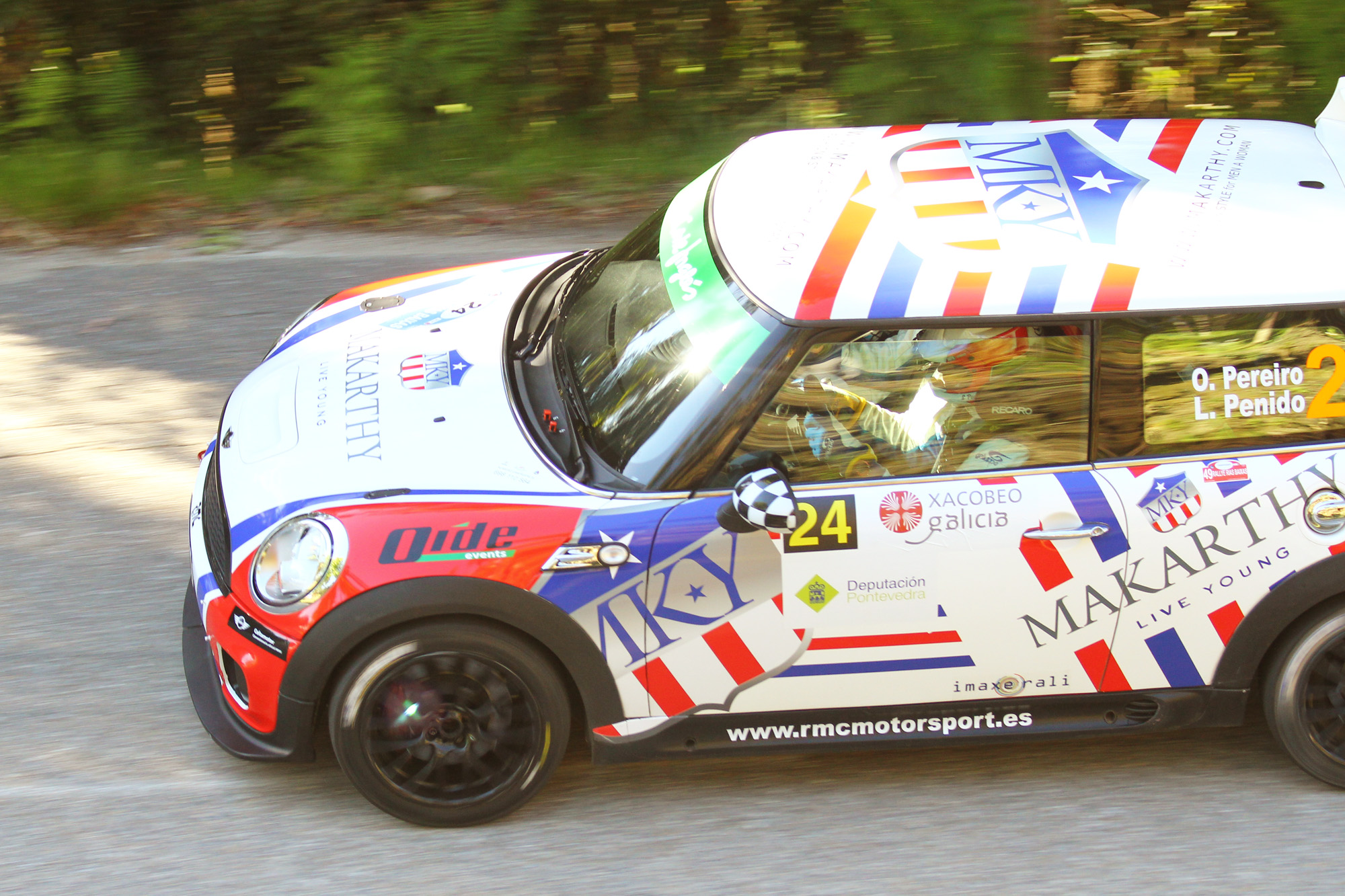
Pereiro durante el rally Rally Rías Baixas de 2013 al volante de un MINI

El 10 de diciembre de 2010 alcanzó un acuerdo para formar parte de la plantilla del equipo de fútbol vigués Coruxo Fútbol Club, cuyo primer equipo militaba en el grupo I de la Segunda División B española, para formar parte del equipo filial, que jugaba en Segunda División autonómica.
En septiembre de 2011 debutó como copiloto de rally junto al piloto gallego Luis Penido en el Rally de San Froilán fecha del calendario gallego. Posteriormente sería el propio Pereiro quien se pondría al volante del Mitsubishi Lancer Evolution donde se estrenó en el Rally Race Comunidad de Madrid del campeonato de España finalizando decimocuarto.
En 2017 participó en el concurso de televisión de Antena 3 Ninja Warrior.
Actualmente[actualizar] es el embajador oficial y maestro de ceremonias durante la entrega de premios en los podios de la Vuelta a España. También participa regularmente en el programa de debate deportivo El chiringuito de Jugones, donde se ha declarado seguidor del Celta de Vigo y del Real Madrid y ha defendido al entrenador José Mourinho. También es comentarista en Movistar para partidos de la Liga.

## Palmarés

### Ruta

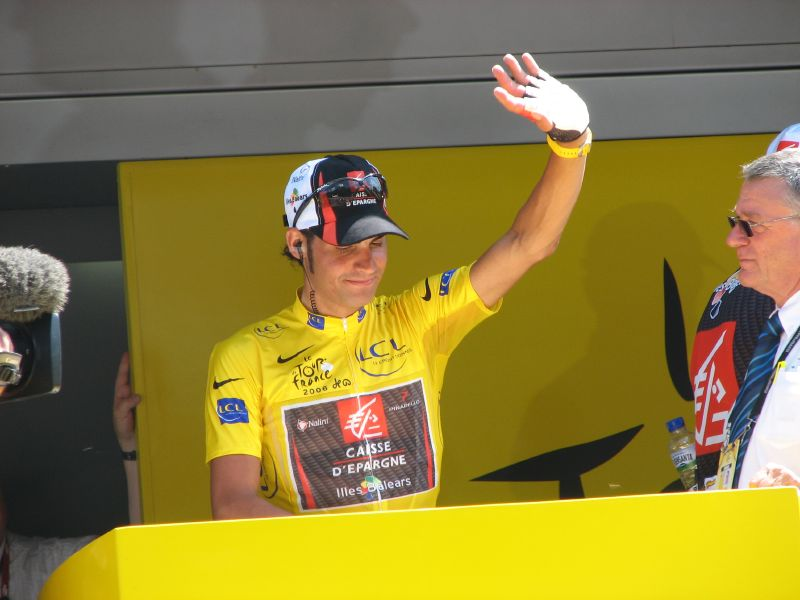
Pereiro vestido con el maillot amarillo en el Tour de Francia 2006.

| 2001 - 1 etapa del Grande Prémio Regiao Lisboa e Vale do Tejo 2002 - 1 etapa de la Setmana Catalana 2003 - 1 etapa de la Vuelta a Suiza 2004 - Clásica de los Alpes | 2005 - 1 etapa del Tour de Romandía - 1 etapa del Tour de Francia y premio de la combatividad 2006 - Tour de Francia 2008 - 3.º en el Campeonato de España en Ruta |

### Ciclocrós
1997
- 3.º en el Campeonato de España sub-23 de Ciclocrós

1998
- Campeón de España sub-23 de ciclocrós

1999
- Campeón de España sub-23 de ciclocrós

### Montaña
2011
- 1 etapa de la Titan Desert

## Resultados en Grandes Vueltas y Campeonatos del Mundo
| Carrera         | Carrera         | 2000 | 2001 | 2002 | 2003 | 2004 | 2005 | 2006 | 2007 | 2008 | 2009 | 2010 |
| --------------- | --------------- | ---- | ---- | ---- | ---- | ---- | ---- | ---- | ---- | ---- | ---- | ---- |
|                 | Giro de Italia  | —    | —    | 11.º | —    | —    | —    | —    | —    | —    | —    | —    |
|                 | Tour de Francia | —    | —    | —    | —    | 10.º | 10.º | 1.º  | 10.º | Ab.  | Ab.  | —    |
|                 | Vuelta a España | —    | —    | 30.º | 17.º | —    | 26.º | 49.º | Ab.  | —    | —    | —    |
| Mundial en Ruta | Mundial en Ruta | —    | —    | —    | —    | —    | 50.º | —    | —    | —    | —    | —    |

—: no participa

Ab.: abandono

## Equipos
- Porta da Ravessa (2000-2001)
- Phonak Hearing Systems (2002-2005)
- Caisse d'Epargne (2006-2009)
  - Caisse d'Epargne-Illes Balears (2006)
  - Caisse d'Epargne (2007-2009)
- Astana (2010)

## Resultados Campeonato de España de Rally
| Año  | Equipo                | Vehículo                | 1   | 2      | 3       | 4       | 5   | 6   | 7   | 8      | 9      | 10     | Posición | Puntos |
| ---- | --------------------- | ----------------------- | --- | ------ | ------- | ------- | --- | --- | --- | ------ | ------ | ------ | -------- | ------ |
| 2011 | Escudería Rias Baixas | Mitsubishi Lancer Evo X | VIL | CNR    | CAN     | RBX     | ORN | FRR | PRA | VLL    | SRM    | RCM 14 | 63.º     | 7      |
| 2012 | Escudería Rias Baixas | Suzuki Swift            | CNR | CAN 29 | RBX 32  | ORN     | FRR | PRA | VLL | SRM    | RCM 36 |        | 31.º     | 2      |
| 2013 | RMC Motorsport        | Mini Rallye N2          | CNR | CAN 20 | RIA Ret | ORE Ret | FER | PRI | LLA | SMO 10 | MAD    |        | 40.º     | 14     |

## Premios, reconocimientos y distinciones
- Galego do mes (‘gallego del mes’) de El Correo Gallego (julio de 2005).
- Medalla de Oro de la Real Orden del Mérito Deportivo, otorgada por el Consejo Superior de Deportes (2008).[17]